# Isabella Abbott
Isabella Aiona Abbott, nata Isabella Kauakea Yau Yung Aiona (Hana, 20 giugno 1919 – Honolulu, 28 ottobre 2010), è stata un'educatrice, botanica e algologa statunitense.
È stata la prima donna nativo-hawaiana a conseguire un dottorato di ricerca in scienza, diventando l'esperta di punta riguardo alle alghe marine del Pacifico.

## Biografia
Abbott nacque il 20 giugno 1919 a Hana, nelle Hawaii; il suo nome hawaiano, Isabella Kauakea Yau Yung Aiona, significa «pioggia bianca di Hana». Il padre era cinese, e la madre nativo-hawaiana: è lei che la introdusse nel mondo della botanica, spiegandole quali alghe sono commestibili e il valore e la diversità delle piante dell'arcipelago. Abbot era l'unica ragazza e seconda più giovane tra gli otto fratelli.
Dopo aver passato l'infanzia a Honolulu, si diplomò alla scuola privata Kamehameha Schools nel 1937. Nel 1941 conseguì una laurea in botanica all'Università delle Hawaii, seguita da un master in botanica all'Università del Michigan e da un dottorato di ricerca, sempre in botanica, all'Università della California - Berkeley. Si sposò con lo zoologo Donald Putnam Abbott (1920-1986), che incontrò all'Università delle Hawaii e successivamente a Berkeley.
La coppia si trasferì a Pacific Grove, in California, dove il marito seguì la carriera di professore all'Hopkins Marine Station dell'Università di Stanford. Nel 1966 diventò ricercatrice associata e insegnò come docente alla Hopkins. In seguito compilò un libro riguardante le alghe marine presenti nella penisola di Monterey, che in seguito fu ampliato per includere le specie presenti nella totalità della costa californiana. Tra anni dopo venne premiata con il premio Darbaker, conferito dalla Botanical Society of America. Nel 1972 venne promossa come professore ordinario all'Università di Stanford.
Nel 1982 entrambi gli Abbott andarono in pensione alle Hawaii, luogo dove l'Università delle Hawaii assunse Isabella per studiare etnobotanica, una scienza che studia il ruolo delle piante all'interno delle comunità umane. In questo periodo di tempo scrisse otto libri e oltre centocinquanta pubblicazioni, diventando la principale esperta mondiale di alghe hawaiane (limu). Le fu attribuito il merito di aver scoperto oltre 200 specie, con diverse che prendono il suo nome, tra cui il genere Abbottella della famiglia di alghe rosse Rhodomelaceae. Questo le è valso il soprannome di «First Lady di Limu». Nel 1993 rivette la medaglia Charles Reed Bishop, e nel 1997 la Gilbert Morgan Smith conferita dall'Accademia nazionale delle scienze degli Stati Uniti d'America.
Tra gli altri lavori, c'è la sua presenza nel consiglio di amministrazione del Museo Bernice Pauhai Bishop e la sua presenza come co-autrice in un saggio dell'Honolulu Star-Bulletin dove si criticava l'amministrazione della Kamehameha Schools: a seguito della sua pubblicazione, la scuola si impegnò per riorganizzare la sua amministrazione.
Nel 2005 fu eletta come tesoro vivente delle Hawaii dalla Honpa Hongwanji Mission of Hawaii. Abbott era considerata la principale autorità di riferimento riguardo alle alghe presenti nel bacino dell'Oceano Pacifico, e nel 2008 ricevette un premio alla carriera dal Dipartimento della Terra e delle Risorse Naturali delle Hawaii per i suoi studi sulle barriere coralline.
Morì il 28 ottobre 2010 nella sua casa a Honolulu, all'età di 91 anni. In suo onore, l'Università delle Hawaii istituì una borsa di studio per sostenere le ricerche di etnobotanica hawaiana e botanica marina.